# Caridina cantonensis
Caridina cantonensis és una espècie de crustaci decàpode de la familia Atyidae. Es tracta d'una gamba d'aigua dolça de petites dimensions que es pot trobar al sud de la Xina. La seva gran popularitat dins el món de l'aquariofília ha fet que actualment hi hagi moltes varietats d'aquesta espècie amb coloracions ben diferents provinents d'una mutació recessiva. No se l'ha de confondre amb la Neocaridina heteropoda que és molt semblant i també és molt comuna en els aquaris de tot el món.

## Morfologia
La seva forma s'assembla a la resta de les gambes del gènere Caridina. Té un cos comprimit i cilíndric. En estat salvatge presenta una coloració blanca i negre.
Quant al seu dimorfisme sexual, la seva principal diferencia és la mida, ja que les femelles arriben a fer fins a 3,5 cm, mentre que els mascles no superen els 3 cm. Alhora la mida dels pleopodis de les femelles és més gran, ja que és on allotgen els seus ous. A més a més, la coloració de les femelles sol ser més intensa, encara que això depèn en gran manera de la seva adaptació al medi.
A mesura que creix va mudant el seu exoesquelets. Després de néixer el període entre mudes és de pocs dies, a mesura que passen els primers mesos aquest període es va allargant fins a aproximar-se a un mes. Les femelles solen mudar just després de la posta.
La seva esperança de vida se situa al voltant dels 2 anys, encara que això dependrà de la qualitat de vida de l'entorn on es trobi.

## En l'aquari
És sens dubte una de les espècies de gamba d'aigua dolça més populars en els aquaris, especialment per la seva coloració i facilitat per reproduir-se. Alhora ajuda a mantenir l'aquari net d'algues. El principal inconvenient es troba en la seva poca diversitat genètica, ja que la majoria d'individus provenen d'avantpassats comuns. Dintre d'aquesta espècie trobem diferents graus de coloració, quan més graus anem pujant, més intensa haurà sigut la cria selectiva i per tant, menys serà la varietat genètica entre individus cosa que comporta que siguin més delicades. És per això que s'hauran d'extremar els controls sobre els paràmetres de l'aigua per evitar que sobrepassin els límits.

### Història
El seva popularitat dins de l'aquariofília va començar arran d'un descobriment que va realitzar el senyor Hisa-Yasu Suzuki l'any 1993. Ell era criador de gambes d'aigua dolça i disposava d'aquaris amb grans quantitats d'exemplars de Caridina cantonensis salvatges. D'aquests va descobrir que n'havia nascut un exemplar amb una coloració vermella. Aquest exemplar però va morir aviat. Això no obstant, tres generacions posteriors a aquest primer exemplar vermell en van sortir tres més amb la mateixa coloració. Amb aquests tres exemplars que sí que van sobreviure, va començar un procés d'encreuament per fixar el caràcter recessiu vermell. Amb poc temps va aconseguir tirar endavant una quantitat considerable d'aquesta nova varietat.
No va ser fins al cap de tres anys després d'haver aconseguit el primer exemplar, que va batejar a aquesta nova varietat amb el nom de "Cristall vermell" o "Crystal red" com se la coneix popularment avui en dia. Amb poc temps aquesta varietat van anar agafant importància primerament al Japó, on nous criadors es van interessar en aquesta espècie per aconseguir noves varietats de colors. Del Japó es van començar a estendre a la resta d'Àsia (Corea, Xina, etc..) i posteriorment a la resta del món.
Al principi del descobriment i en la seva presentació al Japó, es pagaven unes quantitats astronòmiques per aquests individus, fins arribat a avui en dia, en que podem disposar de d'exemplars per menys de 3 euros.
Des de llavors, aquests tipus de gamba ha guanyat popularitat i s'ha produït un procés de perfeccionament, tant pel mateix descobridor, com per diferents criadors de tot el món, arribant a obtenir-se la gran varietat de coloracions que podem trobar avui en dia.

### Paràmetres
- Temperatura: 18-26 °C.
- pH: 6'5-7'5
- gH: 4-6
- kH: 1-2.

### Alimentació
Són omnívores i, per tant, poden menjar les restes d'aliments per peixos que caiguin al fons, algues, carronya, etc. Tot i així, tenen una gran predilecció per les algues, cosa que ajuda a mantenir l'aquari net si es mantenen en grups considerables. Alhora també és bo suplir aquesta alimentació d'algues amb menjar granulat que caigui al fons de l'aquari per assegurar-nos que tinguin una dieta variada.

## Galeria

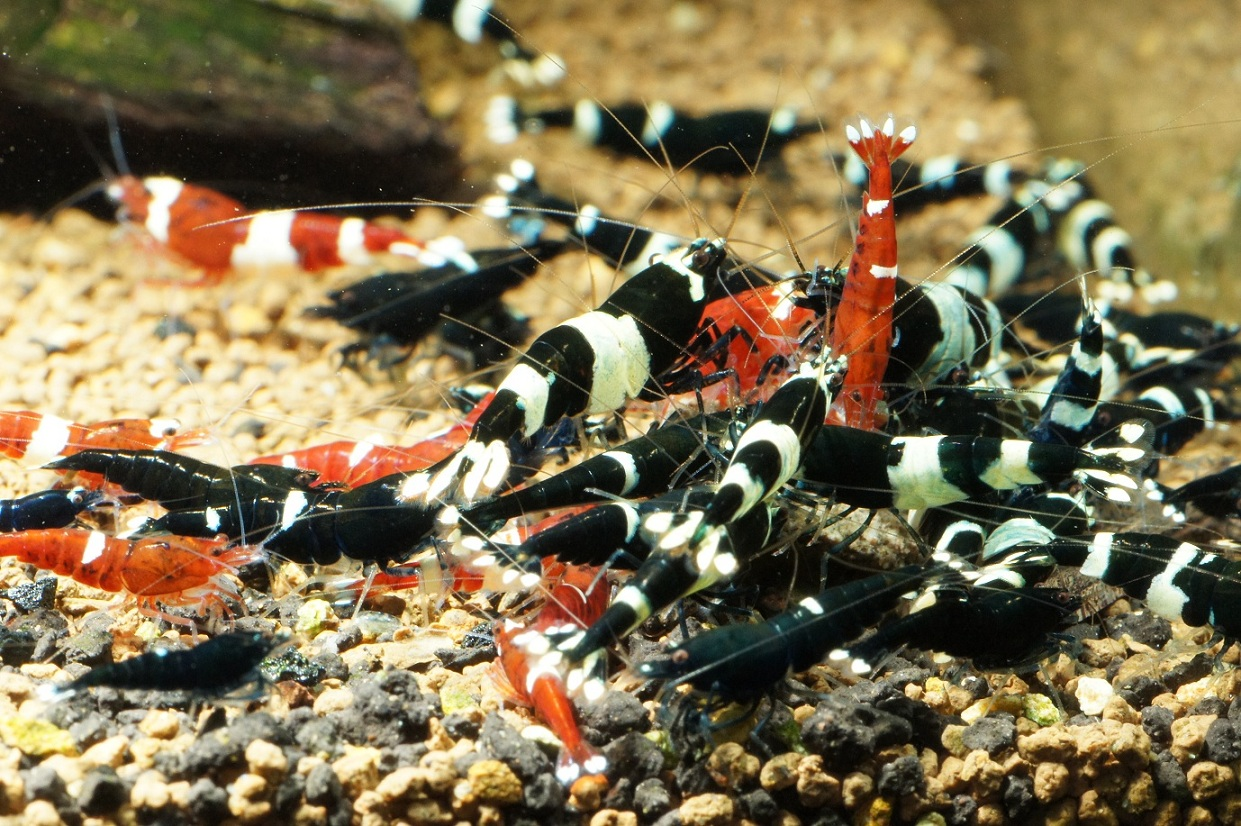
Grup de C. cantonensis.
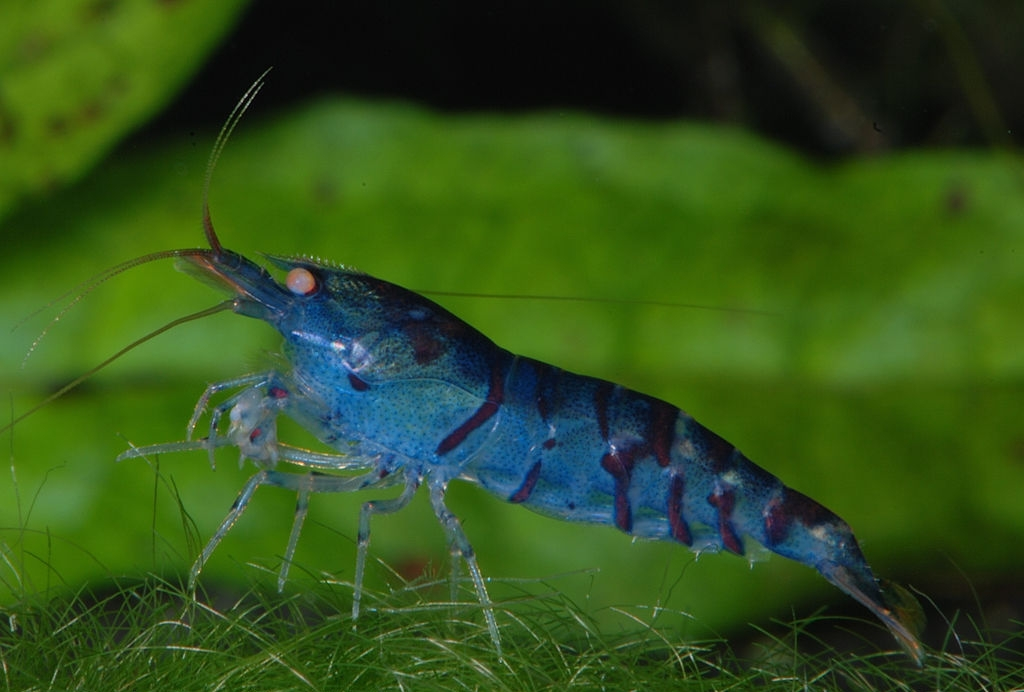
Caridina cantonensis varietat "blue tiger".
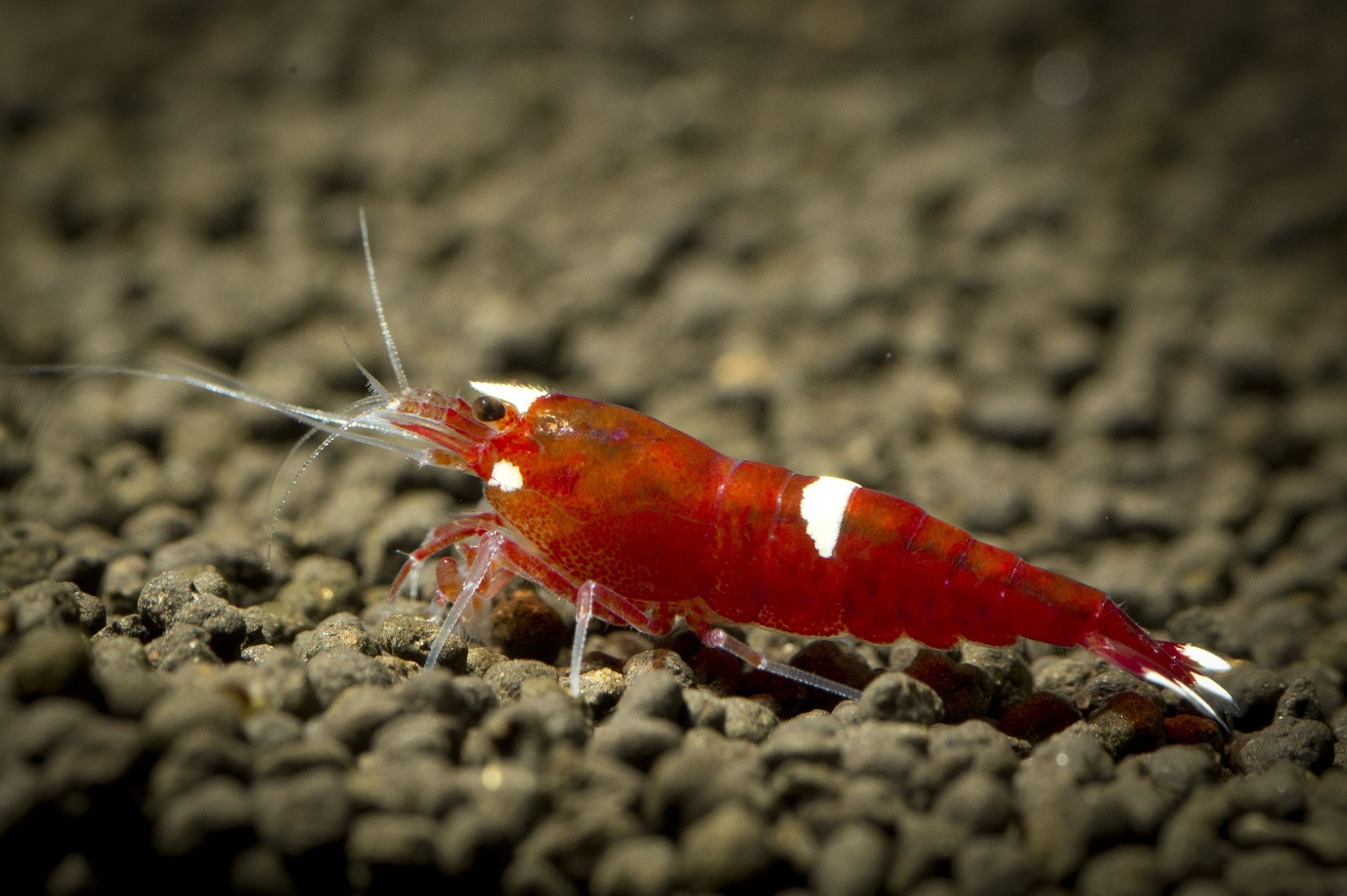
Varietat vermell robí.
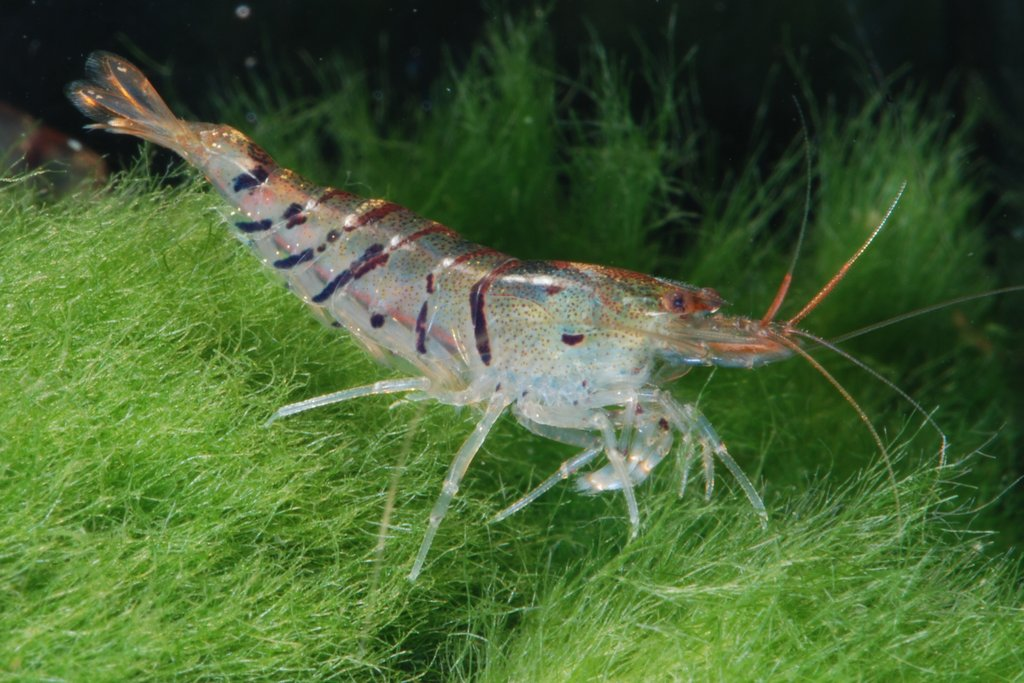
Varietat tigre.